# ماريا پيتروڤيخ
ماريا سيرجيفنا بتروفيخ (1908 - 1979) هي شاعرة ومترجمة روسية، ولدت في 26 مارس 1908 في قرية نورسكي بوساد بالقرب من ياروسلافل، وتوفيت 1 يونية 1979 في موسكو، الاتحاد السوفيتي عن عمر يناهز 71 عامًا.

## باكورة حياتها
ولدت پيتروڤيخ في نورسكي بوساد، وهي قرية تقع الآن داخل حدود مدينة ياروسلافل، حيث كان والدها المهندس يعمل في مصنع قطن. تزوج والداها عام 1896، وكانت هي أصغر خمسة أبناء.

## الحياة المهنية والشخصية

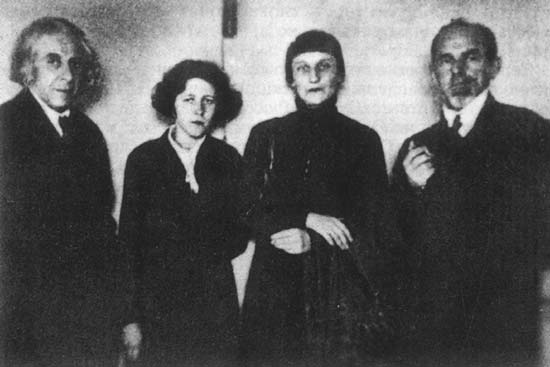
شعراء العصر الفضي، ثلاثينيات القرن العشرين. من اليسار إلى اليمين: جورجي تشولكوف، ماريا پيتروڤيخ، آنا أخماتوفا، أوسيب ماندلستام.

انتقلت ماريا عام 1925 إلى موسكو، حيث واصلت دراستها في الدورات الأدبية العليا الحكومية (كان زملاؤها من الطلاب هم أرسيني تاركوفسكي ويوليا نيمان ودانييل أندرييف ويوري دومبروفسكي؛ وقد وصف تاركوفسكي بيتروفيك بأنها أفضل شعراء المجموعة). في هذا الوقت تزوجت ماريا من بيتر غرانديتسكي، لكن زواجهما لم يدم طويلاً.
أصبحت ماريا صديقة لكل من آنا أخماتوفا -وظلت قريبة منها حتى فارقت أخماتوفا الحياة- وأوسيب ماندلستام -الذي وقع في حبها عام 1933 وأهدى لها ما أسمته أخماتوفا «أفضل قصيدة حب في القرن العشرين» "Masteritsa vinovatykh vzorov" (التي ترجمها كلا من ريتشارد وإليزابيث ماكين إلى «سيدة النظرات المذنبة الخبيرة») وفي عام 1936 تزوجت من فيتالي جولوفاتشيف، وفي عام 1937 ولدت ابنتهما أرينا. بعد بضعة أشهر من ولادتها، قُبض على جولوفاتشيف وحُكم عليه بالسجن خمس سنوات في غولاغ (حيث توفي عام 1942).
عملت پيتروڤيخ محررة ومترجمة لدور النشر في موسكو، وفي صيف عام 1941 نزحت مع ابنتها إلى تشيستوبول في تتارستان، حيث قضيتا فترة الحرب العالمية الثانية. وقد كانت ترجماتها من البولندية والأرمينية في المقام الأول، ولكنها ترجمت أيضًا من اللغات الصربية الكرواتية والبلغارية ولغات أخرى، وفي الفترة بين عامي 1959 و1964 عقدت ندوة للمترجمين الشباب مع ديڤيد سامويلوڤ.

## الإرث
كانت پيتروڤيخ كونها شاعرة تحظى بتقدير كبير من دائرة صغيرة ولكنها لم تكن معروفة إلا قليلاً للجمهور الأعرض؛ وقد كان ديوان الشعر الوحيد الذي نشرته خلال حياتها هو Dalnee derevo(شجرة بعيدة)، الذي نُشر في يريفان عام 1968، غير أن أخماتوفا اعتبرت أن قصيدتها (اجعل لي موعدًا على هذه الأرض) «واحدة من روائع الشعر الغنائي في القرن العشرين.»، كما كتبت عنها ستيفاني ساندلر:

## الوفاة
توفيت ماريا پيتروڤيخ عام 1979 ودُفنت في مقبرة ففيدنسكوي في موسكو.

## وصلات خارجية
- مختارات من القصائد والسيرة الشخصية (باللغة الروسية - مرفق بصورة)
- مقال شولميت شاليط (باللغة الروسية - مرفق بالصور)